# فلات ادرار
فلات اَدرار (به عربی: هضبة آدرار، به زبان بربری: ) فلاتی طبیعی و منطقه‌ای تاریخی است در صحرای بزرگ آفریقا واقع در شمال موریتانی. استان ادرار کشور موریتانی نام خود را از این فلات گرفته‌است. منطقه ادرار جمعیت کمی دارد که بیشترشان در شهر اطار گرد آمده‌اند. شهر باستانی وادان نیز که در قدیم از شهرهای مهم کاروان‌رو و گذرگاه بازرگانان طلا بود در حاشیه فلات ادرار قرار گرفته‌است. دیگر شهر مهم این ناحیه شهر شنقیط است.
نام اَدرار در زبان محلی بربری به معنی کوه است.

## جغرافیا
اَدرار فلاتی خشک است با دره‌های عمیق، سنگلاخ‌ها و تپه‌های شنی متحرک. در میانه‌های این فلات هیچ آبی وجود ندارد و زمین‌هایش قابل کشت نیست. تنها در کناره‌های این فلات آب کافی برای رویش شماری نخل یافت می‌شود. از عارضه‌های طبیعی معروف این فلات می‌توان ساختار ریشات را نام برد که گنبد خاکی و سنگی به‌شدت فرسایش‌یافته‌ای است به قطر ۴۰ کیلومتر. ساختار ریشات به شکل چشمی عظیم است و از ایستگاه فضایی نیز قابل رؤیت است.

## نگارخانه

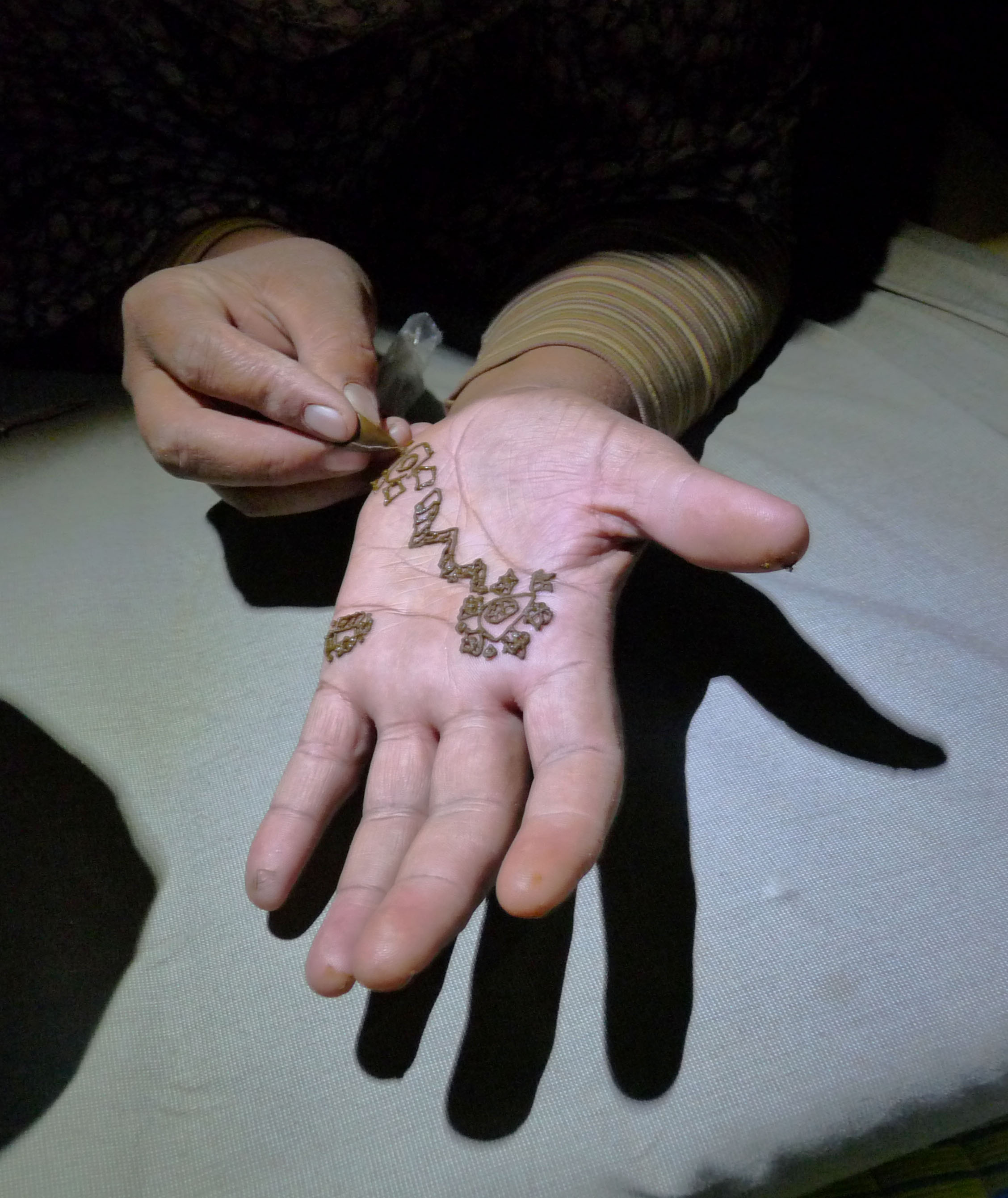
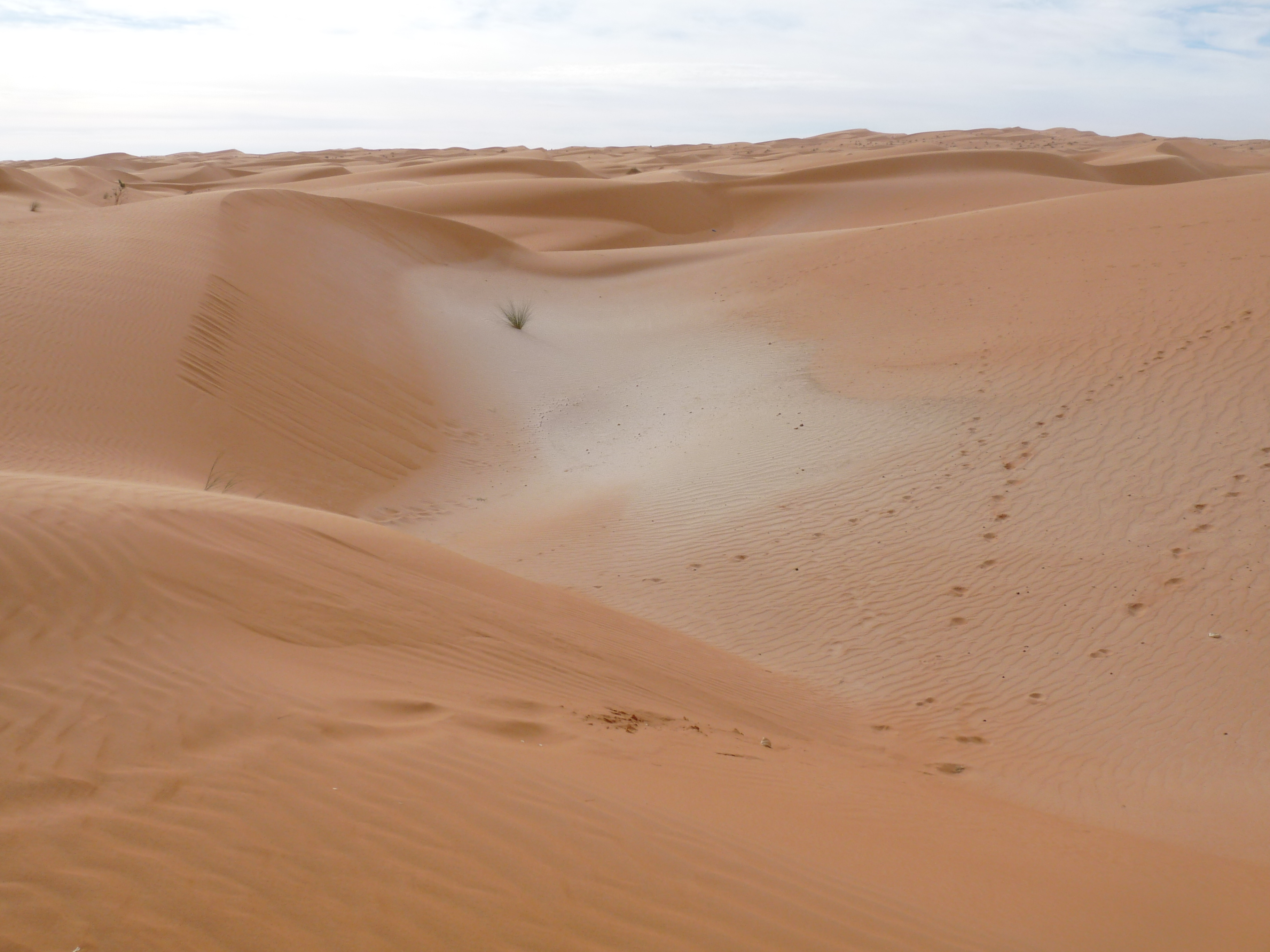
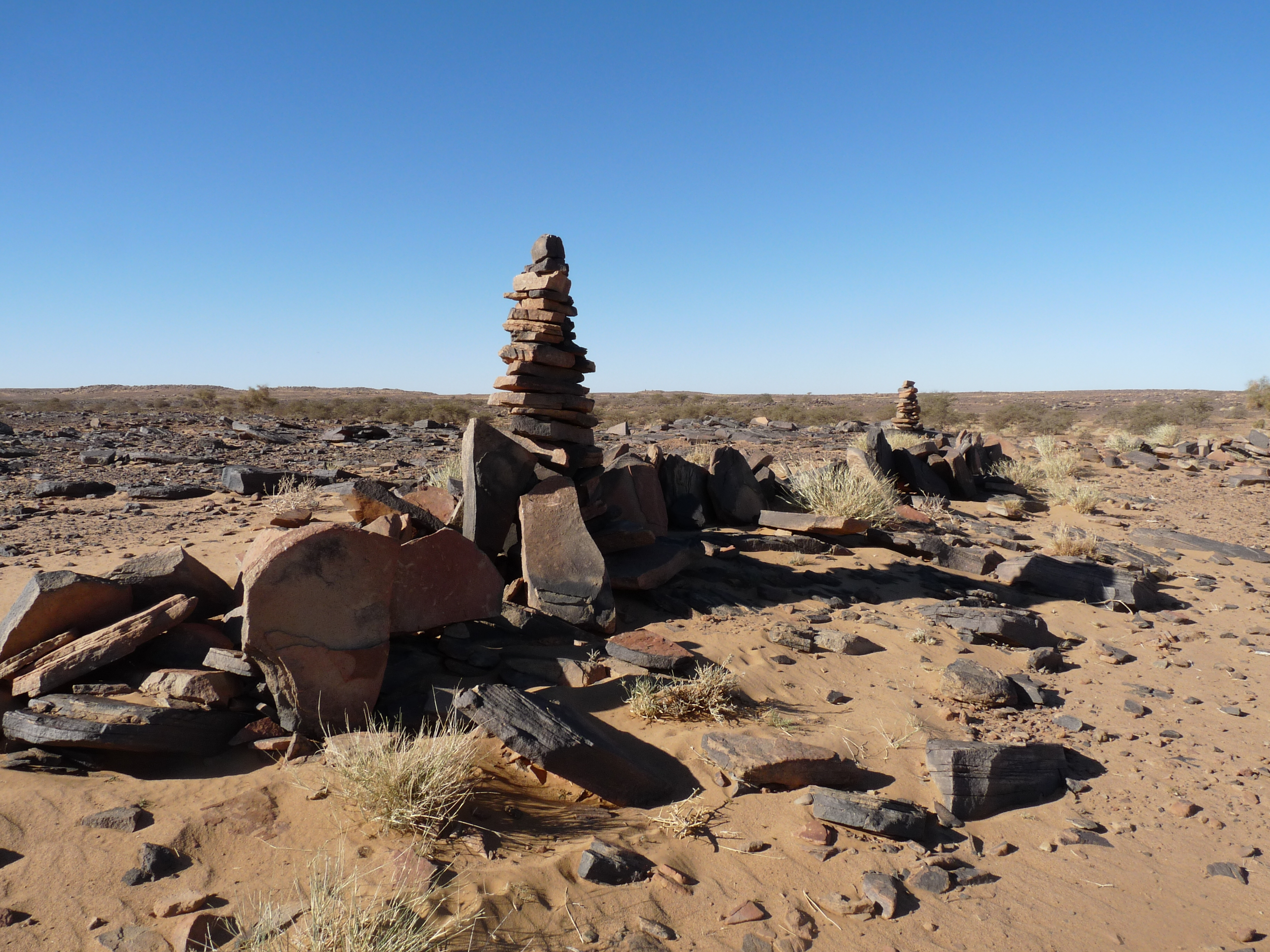
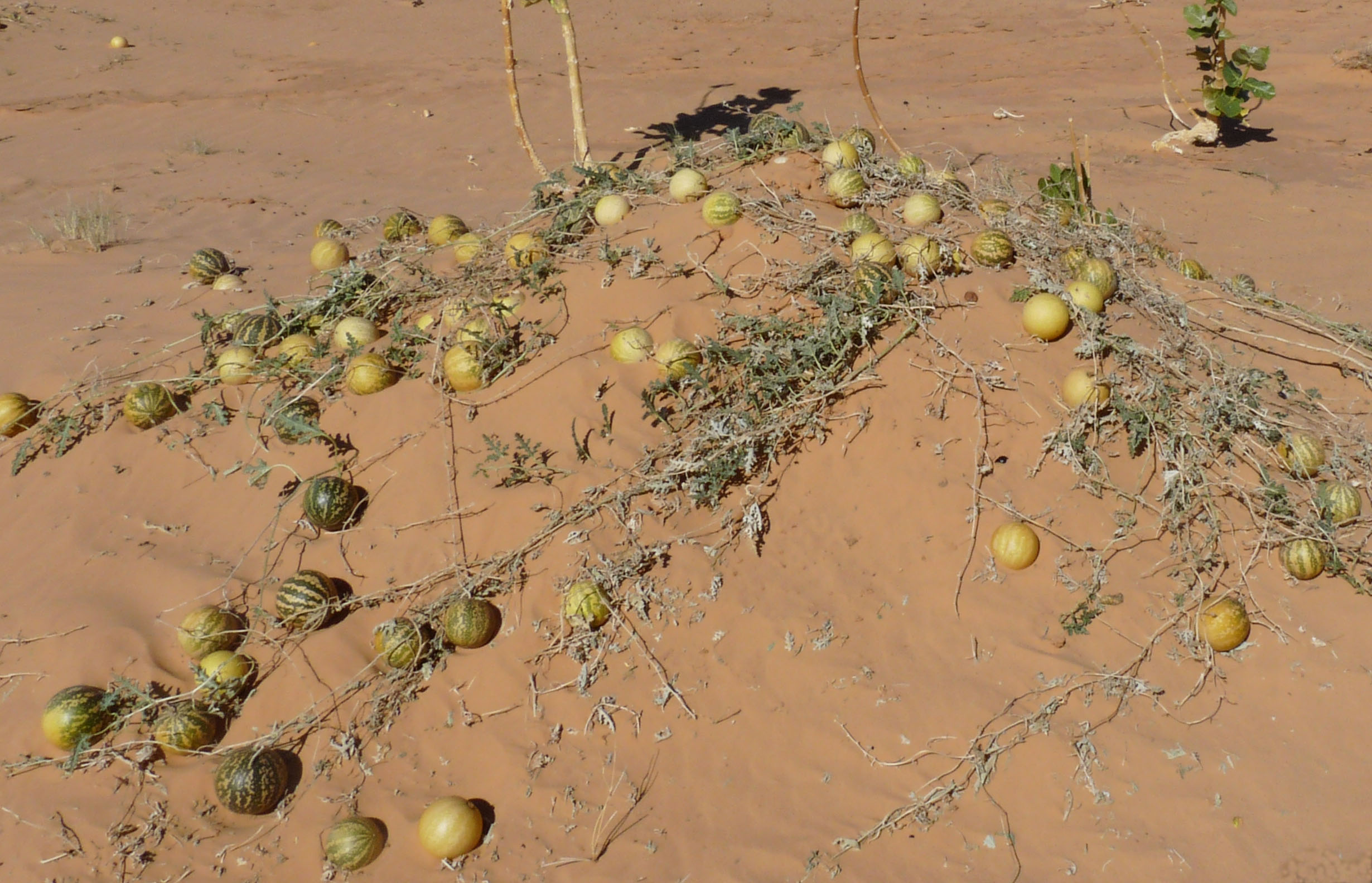
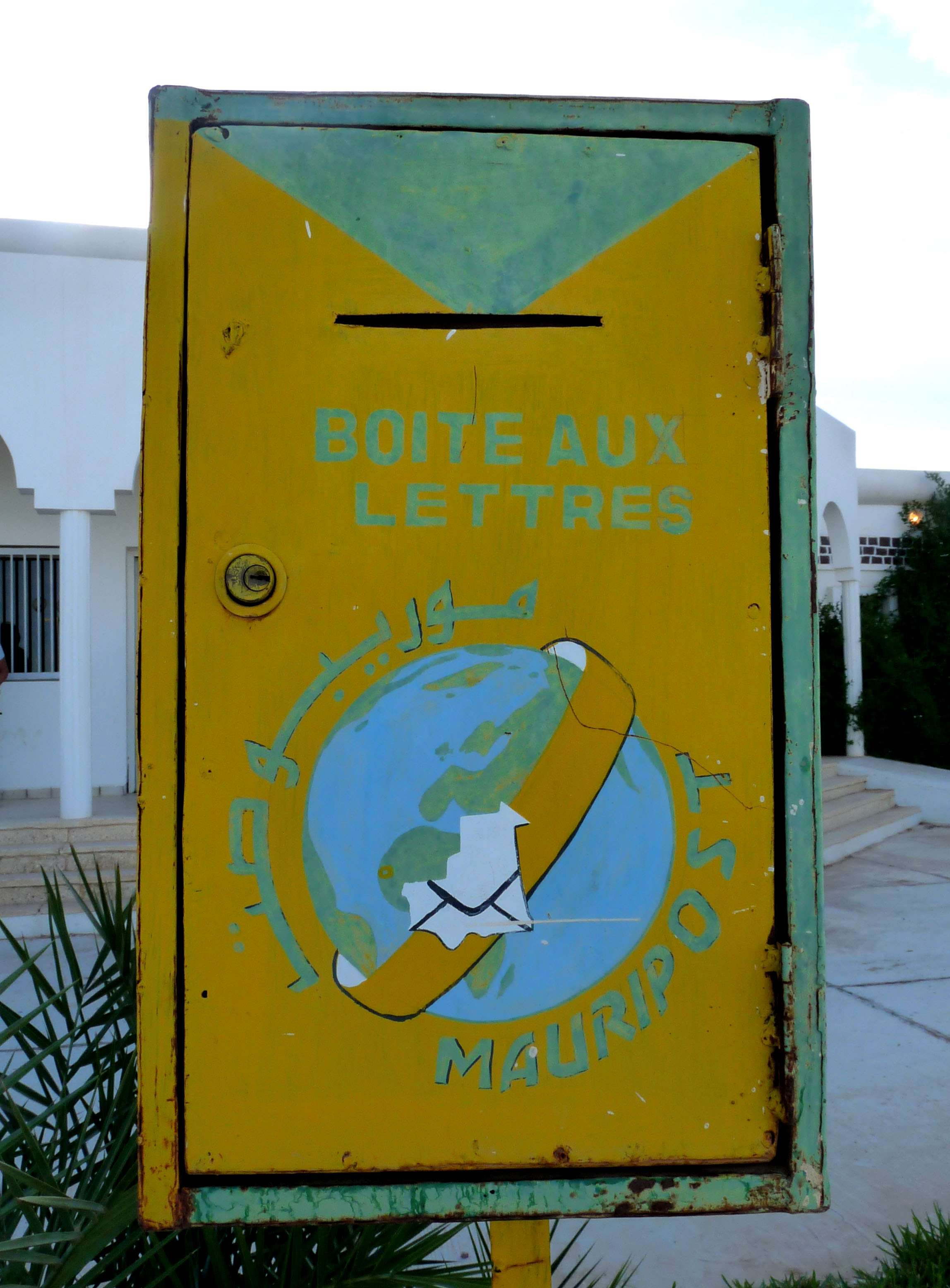